# 激流四勇士
《激流四勇士》（英語：Deliverance）是一部1972年上映的美國生存驚悚片，由約翰·鮑曼擔任製作人兼導演。強·沃特、畢·雷諾斯、尼德·巴蒂，以及羅尼·考克斯主演（後兩位為自己的長篇電影處女作）。由詹姆斯·迪克伊根據自己于1970年發佈的同名小説改編而成。該電影在影評界與票房方面均取得了成功，並獲得三項奥斯卡金像奖提名以及5項金球獎提名。
《激流四勇士》被多數人評爲一部里程碑式的電影，該電影因靠近開頭部分的音樂場景而備受矚目，即一位使用吉他演奏《班卓鬥琴》的城市男子和一位演奏班卓琴的鄉村男孩，搭配著一個臭名昭著的强奸場景。2008年，《激流四勇士》因“在文化上、歷史上以及美學上具有重要意義”而被載入美國國會圖書館的國家影片登記表。

## 外部鏈接
- 互联网电影数据库（IMDb）上《激流四勇士》的资料（英文）
- 美国电影学会目录上的《激流四勇士》（英文）
- TCM电影资料库上《激流四勇士》的资料（英文）
- 豆瓣电影上《激流四勇士》的資料 （简体中文）